# Battaglia di Leuthen
La battaglia di Leuthen ebbe luogo il 5 dicembre 1757 nel corso della Guerra dei sette anni presso Leuthen in Prussia. La battaglia vide la sconfitta dell'esercito imperiale austriaco, al comando del principe Carlo Alessandro di Lorena, contro l'esercito prussiano sotto il comando diretto del re di Prussia, Federico II, nonostante la forte inferiorità numerica di quest'ultimo.

## Antefatto
Dopo la pesante sconfitta dell'armata della Slesia al comando del cognato di Federico, il principe Augusto Guglielmo di Braunschweig-Bevern presso Breslavia il 22 novembre, a poche settimane dalla cacciata dell'esercito francese e di quello imperiale dalla Turingia (Battaglia di Roßbach, 5 novembre), il re di Prussia si impegnò, con un'avanzata mirata, a raggiungere la strategica ed economicamente preziosa provincia della Bassa Slesia e particolarmente della sua capitale Breslavia.

## Svolgimento della battaglia
Il re si occupò direttamente della conduzione tattica della battaglia, adottando per le sue truppe il cosiddetto schieramento obliquo. La sua forza militare consisteva in 29 000 effettivi contro una forza praticamente tre volte superiore (87 000) agli ordini del principe Carlo Alessandro di Lorena e del generale Leopold Joseph Daun. Mentre l'ala sinistra dello schieramento prussiano parve ritirarsi dopo un'esitante avanzata, l'ala destra si tenne all'inizio volutamente fuori delle vicende della battaglia, nascosta dietro una collina, soprattutto per non venir avvistata dagli esploratori dell'esercito austriaco, quando il grosso dell'armata prussiana si mise in marcia da sud per attaccare lo schieramento meridionale dell'esercito austriaco disponendo di una locale superiorità numerica. Verso mezzogiorno il re impartì l'ordine per l'attacco decisivo, dopo aver già nel mattino dato istruzioni alle avanguardie per l'inizio della marcia contro l'insicuro fianco sinistro nemico, che l'austriaco aveva allontanato dalla sua ala destra.

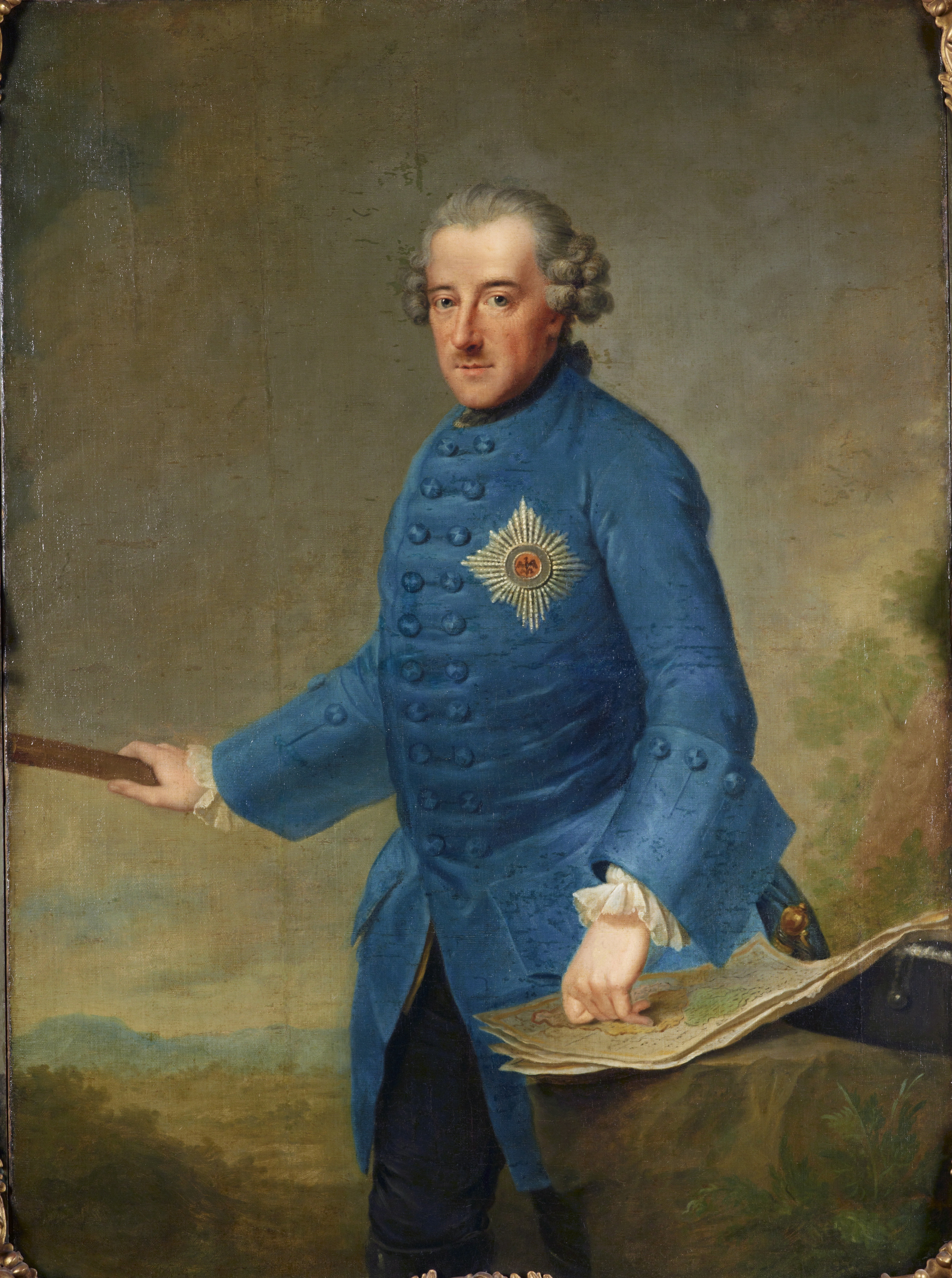
Federico il Grande.

Il fronte austriaco era scompigliato in tal modo dalla separazione a nord, che anche la resistenza di alcune unità di cavalleria agli ordini del generale Francesco Leopoldo di Nádasdy non poté porre un freno alla sorprendente e massiccia avanzata dell'ala destra prussiana.
Un temerario attacco di cavalleria del generale Hans Joachim von Zieten e del luogotenente generale Driesen verso le ore cinque pomeridiane, come l'irruzione del terzo battaglione della guardia contro l'ormai disperato reggimento Roth-Würzburg asserragliato nella chiesa di Leuthen decisero finalmente la battaglia. Quella stessa sera il principe Maurizio di Anhalt-Dessau, che aveva guidato la battaglia insieme al re Federico II, fu da questi nominato feldmaresciallo generale.

## Conseguenze
La battaglia di Leuthen fu una grande vittoria per Federico il Grande, che gli permise di eliminare la minaccia austriaca e di assicurarsi definitivamente la Slesia. Questa battaglia è spesso considerata come il più bell'esempio del genio militare di Federico, con l'adozione dello schieramento obliquo. Tuttavia la guerra non finì con questa battaglia poiché Russia e Svezia entrarono allora in campo ed attaccarono la Prussia. L'armata svedese verrà battuta, ma i russi, insieme agli austriaci, infliggeranno a Federico una sonora sconfitta: a Kunersdorf nell'agosto del 1759. Saranno l'indecisione russa e soprattutto la morte della zarina Elisabetta di Russia nel gennaio 1762 che metteranno fine alla Guerra dei sette anni e consentiranno a Federico II, con il trattato di Hubertusburg (15 febbraio 1763), di assumere il controllo sulla Slesia, ma egli non potrà avere anche quello della Sassonia come sperava.